# Rosa montana
Rosa montana (шипшина гірська) — вид рослин з родини розових (Rosaceae); поширений у центральній і південній Європі, Туреччині. Етимологія: лат. montanus — «гірський».

## Опис
Кущ від 1 до 3 метрів, сірувато-зелений і часто з пурпурним відтінком. Колючки від вигнутих до прямих, різко розширені біля основи. Листки голі, з 5–9 листочками в досить широко розставлених парах, переважно округло-яйцюваті й тупі, 2–5 см завдовжки, клиноподібні в основі, подвійно-зубчасті, на зубах залозисті, зверху синювато-зелені, знизу світліші. Квітки часто поодинокі, на залозисто-щетинистих ніжках завдовжки 1–2 см, діаметром 3–4 см, рожево-червоні. Чашолистки випрямлені та стійкі на плодах. Плід досить великий, часто майже кулястий, щільно щетинистий, темно-червоний.
Період цвітіння: червень — серпень.

## Поширення
Поширений у центральній і південній Європі, Туреччині, можливо на Кавказі, в Ірані, Алжирі.
Населяє гірські регіони.